# Segelfluggelände Wittstock-Berlinchen

i7
i11
i13
Das Segelfluggelände Wittstock-Berlinchen liegt im Ortsteil Berlinchen der Stadt Wittstock/Dosse im Landkreis Ostprignitz-Ruppin in Brandenburg, etwa 8,5 Kilometer nordöstlich des Zentrums von Wittstock/Dosse.

## Flugbetrieb
Das Segelfluggelände ist mit folgenden Start- und Landebahnen aus Gras ausgestattet:
| Bezeichnung | Abmessungen (m) | Zweck                                                                               |
| ----------- | --------------- | ----------------------------------------------------------------------------------- |
| 05/23       | 740 × 70        | Startbahn für Flugzeugschlepp, selbststartende Motorsegler und Ultraleichtflugzeuge |
| 04/22       | 1600 × 40       | Startbahn für Segelflugzeuge, Windenschleppstrecke                                  |
| 12/30       | 1080 × 40       | Startbahn für Segelflugzeuge, Windenschleppstrecke                                  |
| 04/22       | 300 × 60        | Landebahn für Segelflugzeuge                                                        |
| 04/22       | 300 × 60        | Landebahn für Segelflugzeuge                                                        |
| 12/30       | 300 × 60        | Landebahn für Segelflugzeuge                                                        |
| 12/30       | 300 × 60        | Landebahn für Segelflugzeuge                                                        |

Es besitzt eine Betriebszulassung für Segelflugzeuge, Motorsegler und Ultraleichtflugzeuge sowie für Flugzeuge bis 2000 kg höchstzulässiger Abflugmasse (MTOM), jedoch nur zum Zwecke des Schleppens von Segelflugzeugen und Motorseglern und im ursächlichen Zusammenhang damit stehender Flüge. Der Start von Segelflugzeugen und nicht selbststartenden Motorseglern erfolgt per Windenstart oder Flugzeugschlepp. Der Halter und Betreiber des Segelfluggeländes ist der Fliegerklub Wittstock e. V.

## Geschichte
Das Segelfluggelände wurde am 28. August 1996 genehmigt. Die Genehmigung umfasste zwei Start- und Landebahnen für Segelflugzeuge (Richtung 05/23, 1400 m × 200 m, und Richtung 17/35, 1305 m × 200 m) und eine Start- und Landebahn für Flugzeuge, selbststartende Motorsegler und Ultraleichtflugzeuge (Richtung 05/23, 740 m × 70 m). Die Betriebsaufnahme wurde am 20. Mai 1997 gestattet. Die aktuelle Konfiguration von Start- und Landebahnen wurde am 15. Oktober 2021 genehmigt. Die Betriebsaufnahme wurde am 10. März 2022 gestattet.